# Cinquanta ombres més fosques (pel·lícula)
Cinquanta ombres més fosques (títol original en anglès, Fifty Shades Darker) és una pel·lícula estatunidenca de drama romàntic eròtic del 2017 dirigida per James Foley i escrita per Niall Leonard, basada en la novel·la homònima d'E. L. James del 2012. Produïda per Michael De Luca Productions i Trigger Street Productions, i distribuïda per Universal Pictures, és la segona entrega de la sèrie de pel·lícules Cinquanta ombres i la seqüela de la pel·lícula del 2015 Cinquanta ombres d'en Grey. La pel·lícula és protagonitzada per Dakota Johnson i Jamie Dornan com a Anastasia Steele i Christian Grey, respectivament, amb Eric Johnson, Eloise Mumford, Bella Heathcote, Rita Ora, Luke Grimes, Victor Rasuk, Kim Basinger i Marcia Gay Harden en papers secundaris. Segueix l'Ana i en Christian quan han de decidir reactivar la seva relació, aquesta vegada sense regles, sense càstigs i sense més secrets. S'ha subtitulat al català.
Abans del llançament de Cinquanta ombres d'en Grey el 2015, hi havia una gran expectació dels fans per a la seqüela. Quan la primera pel·lícula es va estrenar en una projecció especial a la ciutat de Nova York el febrer de 2015, el desenvolupament de les seqüeles ja havien començat ràpidament. El novembre de 2015, Foley i Leonard van ser contractats respectivament per dirigir i escriure les dues seqüeles, que es rodarien de forma conjunta el 2016. El rodatge principal es va iniciar inicialment a Vancouver el juny de 2015. No obstant això, més tard es va ajornar a causa dels retards de Leonard per acabar el guió. El rodatge de Cinquanta ombres més fosques i la seva seqüela Cinquanta ombres alliberades (2018) va començar finalment el 9 de febrer de 2016 a París i Vancouver i va concloure l'11 d'abril de 2016. Danny Elfman, que havia compost la música de la primera pel·lícula, va tornar a compondre la banda sonora de la seva seqüela.
Cinquanta ombres més fosques es va estrenar a Hamburg el 7 de febrer de 2017, i als Estats Units el 10 de febrer a càrrec d'Universal Pictures. La pel·lícula va recaptar més de 380 milions de dòlars a tot el món amb un pressupost de 55 milions de dòlars, tot i rebre crítiques generalment negatives pel seu guió, interpretació i narració, tot i que algunes de les interpretacions van rebre alguns elogis. A la 38a edició dels premis Golden Raspberry, la pel·lícula va rebre nou nominacions; inclosa la de pitjor pel·lícula, pitjor actor (Dornan) i pitjor actriu (Johnson), i en va guanyar dos per a la pitjor preqüela, nova versió, plagi o seqüela i a la pitjor actriu de repartiment (Basinger).